# RIZIN DECADE
RIZIN DECADE（ライジン・ディケード）または雷神番外地（ライジンばんがいち）、Yogibo presents RIZIN.49（ヨギボー・プレゼンツ・ライジン・フォーティーナイン）は、日本の総合格闘技団体「RIZIN」の大会の一つ。
2024年12月31日に埼玉県さいたま市さいたまスーパーアリーナで開催された。

## 概要
10回目を迎えた大晦日大会。10周年記念大会として大会名は『RIZIN DECADE』。2部構成 で行われた。
第1部は、Bellatorとの合同企画が検討されていたが、興行としてのBellatorが事実上消滅したことでプラン変更。BreakingDown CEOの朝倉未来と協業し、朝倉未来推薦選手（チーム朝倉未来）と平本蓮推薦選手（BLACK ROSE）による対抗戦「雷神番外地（ライジンばんがいち）」が行われ、チーム朝倉未来が4勝、BLACK ROSEが3勝でチーム朝倉未来が勝利した。なお、第1部のオープニングにて、2025年5月4日に東京ドーム大会が開催されることが発表された。
第2部は、RIZINのナンバーシリーズであるRIZIN.49が行われた。全試合が総合格闘技（MMA）の試合となり、メインカードとして5大タイトルマッチが行われる予定だったが、王者と挑戦者各1名ずつの怪我により3大タイトルマッチとなった。メインイベントでは現RIZINフェザー級王者の鈴木千裕と第3代RIZINフェザー級王者クレベル・コイケによるRIZINフェザー級タイトルマッチが行われた。結果は激闘の末、クレベルがフルマークで判定勝ちを収め、約1年半ぶりに王座返り咲きを果たした。また、現RIZINライト級王者のホベルト・サトシ・ソウザと第4代RIZINフェザー級王者のヴガール・ケラモフによるRIZINライト級タイトルマッチ、現RIZINフライ級王者の堀口恭司と現EFCフライ級王者のエンカジムーロ・ズールーによるRIZINフライ級タイトルマッチが行われ、ライト級タイトルマッチは、ソウザがケラモフに1R三角絞めで一本勝ちを収め、RIZIN史上最多となる4度目の王座防衛に成功、フライ級タイトルマッチでは、堀口がフルマークで判定勝ちを収め、王座初防衛に成功した。その他、現RIZIN女子スーパーアトム級王者の伊澤星花がルシア・アプデルガリムとノンタイトルで対戦し、1R一本勝ちを収め、無敗記録を15連勝まで伸ばした。現RIZINバンタム級王者井上直樹の怪我による欠場のため、元谷友貴と秋元強真がRIZINバンタム級王座次期挑戦者決定戦にて対戦、結果は元谷がフルマークで判定勝ちを収め、RIZIN.50のバンタム級タイトルマッチにおける井上への挑戦権を獲得した。
大晦日の1日を通して格闘技のビッグマッチが行われ続ける2部構成の記念イベントとなり、当日は11時半開場。13時に第1部、17時頃に第2部が開始。第2部のメインイベントの3R開始とともに年が明け、終了時刻は2025年1月1日の0時頃となった。
PPVは第1部・第2部それぞれを分割して配信するほか、第1部から第2部までをセットにしたものも配信された。
当初、第1部として世界的なトップボクサーたちのボクシングマッチが中心となり、メインイベントでは元WBC世界ライト級暫定王者のライアン・ガルシアと安保瑠輝也による2分8Rボクシングルールのエキシビションマッチや将来ボクシング界のスーパースター候補として期待されているアマチュア156勝・全米アマチュア選手権18度優勝・プロ6戦無敗の新星カーメル・モートンや、ライアン・ガルシアの弟のショーン・ガルシアなどの参戦、総合格闘技（MMA）ルールの試合も2～3試合ほど行われる予定であったが、ガルシアの練習中の怪我により、ガルシア vs. 安保を含むボクシングのエキシビションマッチが延期、MMAルールでの試合がRIZIN.49にスライドすることになった。これらの試合の延期に伴いチケットの払い戻しも実施した。しかし、翌2025年3月に榊原信行RIZIN CEOが違約金等について弁護士を交えた話し合いを行っていることを明かしており、事実上の消滅状態にあるとされている。

## 対戦カード

### 雷神番外地
第1試合 MMAルール 66.0kg契約ワンマッチ 5分3R
○  五明宏人 vs.  赤田プレイボイ功輝 ×
5分3R終了 判定2-1
第2試合 MMAルール 66.0kg契約ワンマッチ 5分3R
○  安井飛馬 vs.  黒薔薇くん ×
5分3R終了 判定3-0
第3試合 キックボクシングルール 66.0kg契約ワンマッチ 3分3R
×  YURA vs.  朝久泰央 ○
3分3R終了 判定0-3
第4試合 MMA特別ルール 63.0kg契約ワンマッチ 5分2R
○  冨澤大智 vs.  三浦孝太 ×
1R 1:53 KO（左膝蹴り）
第5試合 オープンフィンガーグローブキックボクシングルール 58.0kg契約ワンマッチ 3分3R
×  野田蒼 vs.  篠塚辰樹 ○
1R 2:04 TKO（3ダウン：左フック）
第6試合 オープンフィンガーグローブキックボクシングルール 77.0kg契約ワンマッチ 3分3R
×  細川一颯 vs.  宇佐美正パトリック ○
2R 2:59 KO（左ボディブロー）
第7試合 スタンディングバウト特別ルール 100.0kg契約ワンマッチ 2分6R
○  安保瑠輝也 vs.  シナ・カリミアン ×
2分6R終了 判定3-0

### Yogibo presents RIZIN.49
第0試合 RIZIN甲子園 MMAルール 61.0kg契約ワンマッチ 5分2R
RIZIN甲子園 決勝戦
○  横内三旺 vs.  ⻫藤健心 ×
1R 3:03 リアネイキッドチョーク
第1試合 MMAルール 61.0kg契約ワンマッチ 5分3R
×  大雅 vs.  梅野源治 ○
5分3R終了 判定0-3
第2試合 MMAルール 120.0kg契約ワンマッチ 5分3R
×  貴賢神 vs.  エドポロキング ○
1R 3:22 TKO（スタンドパンチ連打）
第3試合 MMAルール 66.0kg契約ワンマッチ 5分3R
○  武田光司 vs.  新居すぐる ×
3R 4:07 テクニカル判定3-0
第4試合 MMAルール 71.0kg契約ワンマッチ 5分3R
×  矢地祐介 vs.  桜庭大世 ○
1R 0:26 TKO（左フック→パウンド）
第5試合 MMAルール 59.0kg契約ワンマッチ 5分3R
×  神龍誠 vs.  ホセ・トーレス ○
5分3R終了 判定1-2
第6試合 MMAルール 120.0kg契約ワンマッチ 5分3R
○  上田幹雄 vs.  キム・テイン ×
2R 2:31 KO（左膝蹴り）
第7試合 MMAルール 61.0kg契約ワンマッチ 5分3R
○  福田龍彌 vs.  芦澤竜誠 ×
1R 0:54 KO（左フック）
第8試合 MMAルール 66.0kg契約ワンマッチ 5分3R
×  YA-MAN vs.  カルシャガ・ダウトベック ○
5分3R終了 判定0-3
第9試合 MMAルール 66.0kg契約ワンマッチ 5分3R
×  久保優太 vs.  ラジャブアリ・シェイドゥラエフ 〇
2R 2:30 TKO（グラウンドパンチ）
第10試合 MMAルール 61.0kg契約ワンマッチ 5分3R
RIZINバンタム級王座次期挑戦者決定戦
○  元谷友貴 vs.  秋元強真 ×
5分3R終了 判定3-0
※元谷がバンタム級王座次期挑戦権を獲得。
第11試合 MMAルール 49.0kg契約ワンマッチ 5分3R
〇  伊澤星花 vs.  ルシア・アプデルガリム ×
1R 2:21 腕ひしぎ十字固め
第12試合 MMAルール 71.0kg契約 5分3R
RIZINライト級タイトルマッチ
○  ホベルト・サトシ・ソウザ vs.  ヴガール・ケラモフ ×
1R 4:45 三角絞め
※サトシが4度目の王座防衛に成功。
第13試合 MMAルール 57.0kg契約 5分3R
RIZINフライ級タイトルマッチ
○  堀口恭司 vs.  エンカジムーロ・ズールー ×
5分3R終了 判定3-0
※堀口が王座初防衛に成功。
第14試合 MMAルール 66.0kg契約 5分3R
RIZINフェザー級タイトルマッチ
×  鈴木千裕 vs.  クレベル・コイケ ○
5分3R終了 判定0-3
※クレベルが第6代王座を獲得。

### カード変更
カード変更は以下の通り。
- ライアン・ガルシア vs. 安保瑠輝也
- カーメル・モートン vs. アルバート・パガラ
- アマド・バーガス vs. ショーン・ガルシア

→第1部として開催予定だった上記3試合は、ガルシアが練習中に手を怪我したため試合延期。